# Дянко Пръвчев
Дянко Пръвчев Лазаров е български адвокат, 49-и кмет на Бургас в периода 27 декември 1939 – 3 януари 1944 година.

## Биография
Роден е на 10 октомври 1889 година в айтоското село Пирне. От 9 април 1915 до 30 ноември 1918 година е съдебен кандидат към Ямболския областен съд. Ранен е по време на Първата световна война. Между 1 декември 1918 и 31 март 1919 година пак е съдебен кандидат, но този път в Айтос. По-късно се установява в Бургас, където си отваря адвокатска практика.
Пръвчев е зет на дееца на ВМОРО от Косинец Христо Нолчев и заедно с него е активист на Бургаското македонско благотворително братство. В периода 1937 - 1938 година е активно следен от полицията.
В периода 27 декември 1939 - 3 януари 1944 година е кмет на Бургас. Умира на 14 януари от мозъчен инсулт.